# Schwedischer Verband für die Rechte von Homosexuellen, Bisexuellen und Transgendern

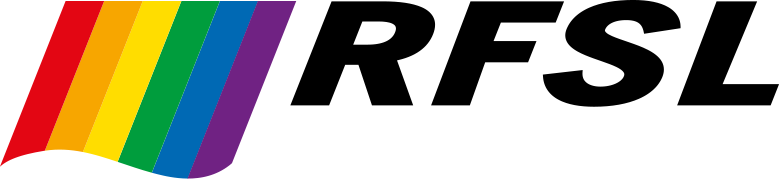
Logo

Der Schwedische Verband für die Rechte von Homosexuellen, Bisexuellen und Transgendern (schwedisch Riksförbundet för homosexuellas, bisexuellas och transpersoners rättigheter, kurz RFSL) ist die größte und bedeutendste LGBT-Organisation in Schweden. Der RFSL wurde 1950 gegründet und gehört damit zu den ältesten LGBT-Bürgerrechtsorganisationen weltweit. Im Jahr 2004 hatte die Organisation rund 6.000 Mitglieder und 28 Ortsgruppen.
Im Juli 2007 erhielt der RFSL als Nichtregierungsorganisation offiziellen Beraterstatus bei den Vereinten Nationen. Zum 2. Juli 2007 änderte die Organisation ihren Namen von Riksförbundet för sexuellt likaberättigande in den heutigen.

## Vorsitzende
Vorsitzende des RFSL waren:
- 1950–1951: Tore Hultman
- 1951–1953: Owe Ahlström
- 1953–1955: Bengt Borgstedt
- 1955–1971: Owe Ahlström
- 1971–1971: Barbro Sahlin
- 1971–1972: Jan-Åke Nilsson
- 1972–1973: Stig-Åke Petersson
- 1973–1974: Kjell Rindar
- 1974–1975: Sten Lind
- 1975–1976: Sten Sönnerberg
- 1976–1976: Lars Lingvall
- 1976–1981: Posten abgeschafft
- 1981–1984: Kjell Rindar
- 1984–1988: Stig-Åke Petersson
- 1988–1991: Hans Ytterberg
- 1991–1995: Tobias Wikström
- 1995–1998: Håkon Andersen
- 1998–2000: Christine Gilljam
- 2000–2001: Anders Selin
- 2001–2010: Sören Juvas
- 2010–2016: Ulrika Westerlund
- 2016–2017: Frida Sandegård
- 2018–2019: Sandra Ehne
- 2019–2021: Deidre Palacios
- 2021–2023: Trifa Shakely
- seit 2023: Peter Sidlund Ponkala

## Preise und Auszeichnungen
Die Organisation wurde im Jahr 2000 von der Jury der Zeitschrift Resumé zum Lobbyisten des Jahres gekürt, vor allem aufgrund ihrer erfolgreichen Lobbyarbeit für die Einführung des Partnerschaftsgesetzes. Die Jury begründete die Ernennung damit, dass selten so viele eine so spürbare Veränderung des gesellschaftlichen Klimas gespürt haben, wo so wenige einen so großen Einfluss hatten.